# Errorzone
Errorzone es el primer álbum de la banda de metalcore Vein. Fue lanzado el 22 de junio de 2018 a través de Closed Casket Activities. Destacado por los críticos por tomar influencia del nu metal, el mathcore y el screamo, el álbum ha ganado elogios por su estilo. Para promocionar el disco, se produjeron videos musicales para las canciones «Virus://Vibrance» y «Demise Automation». El álbum alcanzó el puesto número 21 en la listas de Álbumes de Hard Rock de los Billboard en su primera semana de lanzamiento.
La versión demo de las pistas «Old Data in a Dead Machine», «Quitting Infinity» y «Untitled» se lanzaron previamente como descarga gratuita en la página de Bandcamp de la banda, pero la eliminaron cuando se estaba grabando el álbum.

## Recepción
En sus listas iniciales y finalizadas, Revolver nombró al álbum como uno de los mejores lanzamientos de 2018. Del mismo modo, David Anthony y Alex McLevy lo nombraron como uno de los mejores álbumes de punk y hardcore del año en un artículo escrito para The A.V. Club. Rolling Stone lo nombró el sexto mejor álbum de metal de 2018 en una lista de fin de año. Escribiendo para Exclaim!, Connor Atkinson describe el álbum como "una oferta impresionante y única de screamo y metalcore de los 90" que "pierde brevemente la vista del juego final [de Vein] a mitad de camino." El álbum más tarde estaría en la lista de los mejores álbumes de metal y hardcore de Exclaim! de 2018.
Entre otras publicaciones, el escritor de Pitchfork, Andy O'Conner, señaló que las inclusiones de elementos estilísticos asociados con las bandas de nu metal y hardcore punk de la década de 1990, son descritas como "retro futurista". Errorzone ha sido descrito como nu metalcore, mathcore, metalcore, hardcore y screamo.

## Lista de canciones
| N.º | Título                       | Duración |  |
| 1.  | «Virus://Vibrance»           | 2:24     |  |
| 2.  | «Old Data in a Dead Machine» | 2:04     |  |
| 3.  | «Rebirth Protocol»           | 1:06     |  |
| 4.  | «Broken Glass Complexion»    | 2:26     |  |
| 5.  | «Anesthesia»                 | 1:07     |  |
| 6.  | «Demise Automation»          | 1:48     |  |
| 7.  | «Doomtech»                   | 4:46     |  |
| 8.  | «Untitled»                   | 0:59     |  |
| 9.  | «End Eternal»                | 3:13     |  |
| 10. | «Errorzone»                  | 4:15     |  |
| 11. | «Quitting Infinity»          | 3:19     |  |

## Personal
| Vein - Anthony DiDio: voz - Matt Wood: batería - Jeremy Martin: guitarra - Josh Butts: guitarra - Jon Lhaubouet: bajo Producción - Will Putney: ingeniero, mezcla, masterización |

## Posiciones
| Lista (2018)        | Posición más alta |
| ------------------- | ----------------- |
| US Hard Rock Albums | 21                |